# Rio Yangtzé
Yangtzé na região das Três Gargantas.
O rio Yangtzé ou Yang-Tsé-kiang, também conhecido como Iangtzé, Yangtze, Chang Jiang, Rio Azul e Iansequião (chinês tradicional: 長江, chinês simplificado: 长江, pinyin: Cháng Jiāng), é o maior rio da Ásia. Percorre 6 300 quilômetros desde sua nascente, nos montes Cunlum (Chingai e Tibete), até ao mar da China Oriental, sempre na República Popular da China. Sua bacia hidrográfica (de 1 800 000 a 1 942 500 km²) irriga as regiões mais férteis da China. Os principais afluentes do Yangtzé são o Min, o Wu e o Han. A garganta Yarlung Zangboer se localiza no Yangtzé, e é a maior do mundo. É, tradicionalmente, considerado como a fronteira natural entre as regiões culturais do norte e sul da China.
Junto com o rio Amarelo, o Yangtze é o rio mais importante da história, cultura e economia da China. O próspero Delta do Yangtze gera 20% do produto interno bruto chinês. O rio Yangtze flui através de uma grande variedade de ecossistemas e é habitat de vários animais ameaçadas de extinção, incluindo o jacaré-chinês e o esturjão-de-yangtze. Por milhares de anos, o homem tem utilizado a água do rio para a irrigação, o saneamento, o transporte, a  indústria e para a guerra. A Barragem das Três Gargantas no rio Yangtze é a maior central hidroelétrica do mundo.
Nos últimos anos, o rio tem sofrido com a poluição industrial, a agrícola, o assoreamento e a perda de zonas húmidas, o que agrava inundações sazonais. Algumas partes do rio estão, agora, protegidas como reservas naturais.
O Yangtze é rodado por áreas industrial, metalúrgicas, energéticas, químicas, automotivas, e indústrias de alta tecnologia. Ele está desempenhando um papel cada vez mais crucial no crescimento econômico do vale. O rio é uma artéria principal do transporte para a China, que liga o interior ao litoral.
O rio é uma das mais movimentadas vias fluviais do mundo. Em 2005, 795 milhões de toneladas foram transportadas pelo rio. Existem cruzeiros entre vários dias, especialmente perto da Hidrelétrica de Três Gargantas, que está se tornando a indústria de turismo que mais cresce na China.

## Nomes

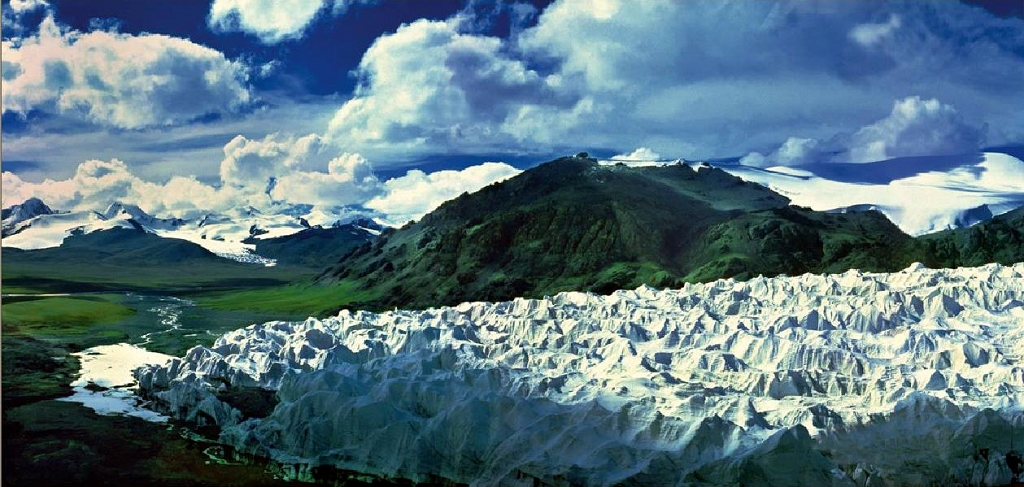
As geleiras nas montanhas Tanggula, a fonte do rio Iansequião.

"Yangtze", também escrito Yang-Tsé-kiang, Yangtse, Yangzi e Yangtze Kiang, é derivado de Yangzi Jiang (ouçaⓘ), o nome de um trecho do rio perto de Yangzhou. "Yangzi' era o nome de uma aldeia e de uma antiga travessia, e Jiang é uma palavras chinesa que significa "rio". No século XIII, a famosa dinastia Song escreveu um poema intitulado Yangzi Jiang.

### Nomes chineses
Durante a era pré-imperial, o nome chinês para o rio era simplesmente Jiang (江, em chinês antigo, kroong), possivelmente uma palavra que provém das línguas austro-asiáticas. Pela dinastia Han, o termo Jiang já tinha sido aplicado a outros cursos de água de grande porte. O termo moderno Chang Jiang (长/长江), com Chang (长/长, "longo") como o modificador, está em uso desde o período das Seis Dinastias.
Os chineses também usam diferentes nomes para diferentes trechos do rio, entre eles:
- Os trechos de Chang Jiang têm nomes locais, como Jiang Chuan (川江, para a parte perto de Sujuão), Jingjiang (荆江, para o trecho de Jingzhou) e Jiang Yangzi (perto de Yangzhou). Todo o rio também é conhecido como a Hidrovia de Ouro.
- Rio Jinsha ou Rio das Areias Douradas (金沙江 Jīnshā Jiāng, ou "Rio das Areias Douradas") refere-se a 2 308 quilômetros do rio, entre Yangtze e Yibin.
- Rio Tongtian (通天河, "rio passando pelo céu") refere-se a 813 quilômetros do rio entre Yangtze e Yushu.
- Rio Tuotuo (沱沱河) refere-se a uma das nascentes do rio Yangtsé.

### Nomes tibetanos
As fontes do Yangtze estão localizados em áreas do Tibete. Em tibetano , riachos chamados Naqinqu. O rio Tuotuo é conhecido em tibetano como Maqu (Rio Vermelho).
O Tongtian é conhecido em tibetano como Drichu (em tibetano: འབྲི་ཆུ་). O Dangqu (当曲) e o Yangtze é conhecido como "pântano do rio".

## História
O rio Yangtze é importante para as origens culturais do sul da China. A atividade humana foi encontrada na área das Três Gargantas há cerca de vinte e sete mil anos atrás.

### Transposição
A transposição fluvial do rio Yangtzé, leva água do sul para o norte da China por cerca de 1 200 quilômetros. Um dos principais objetivos do projeto iniciado em 12 de dezembro de 2002 é garantir o abastecimento de Pequim. Em 12 de dezembro de 2014, foi concluída a primeira etapa do projeto. O projeto foi inicialmente idealizado em 1952 por Mao Tsé-Tung.

## Geografia

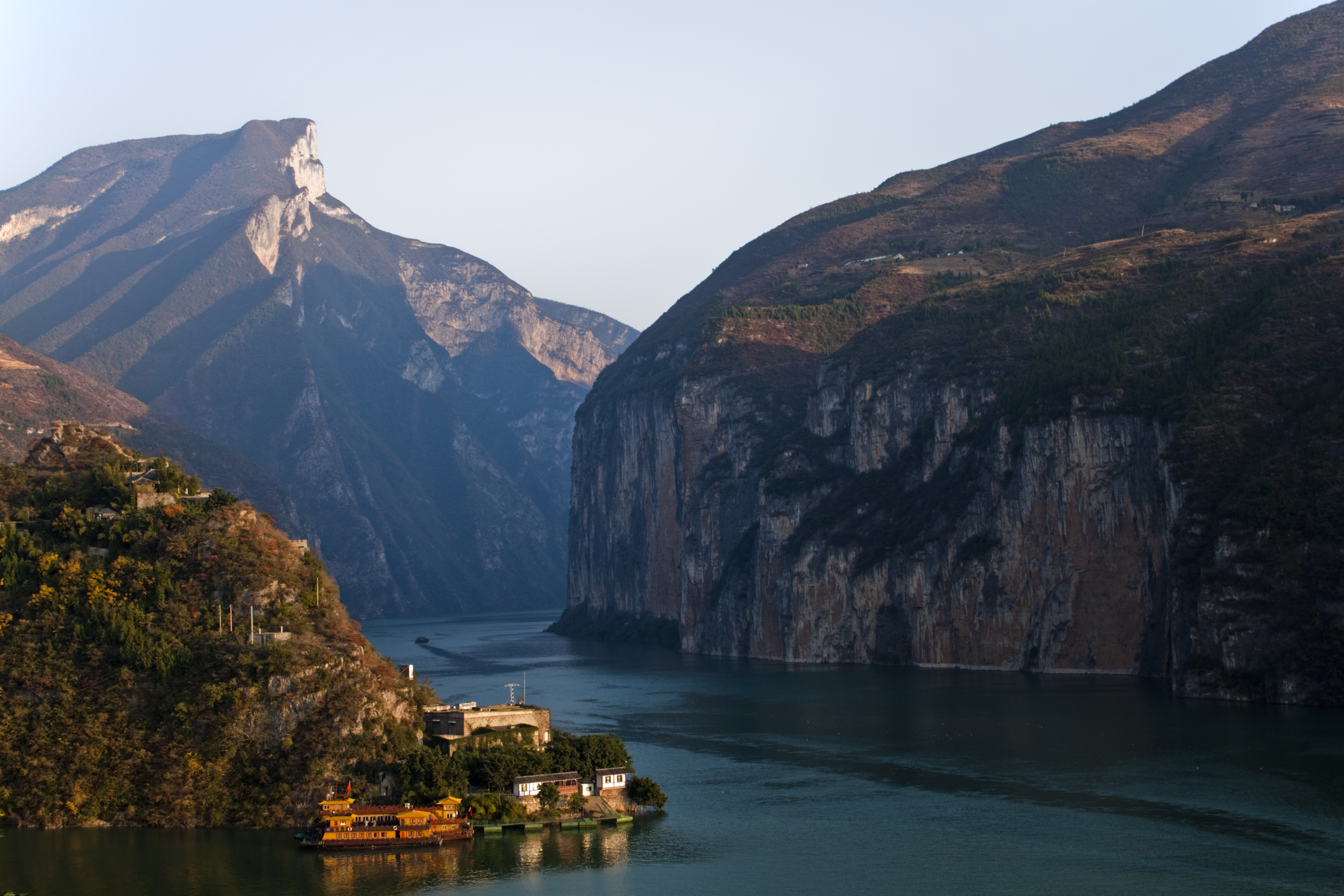
Uma das Três Gargantas.

O rio nasce a partir de vários afluentes, dois dos quais são sua fonte. O governo chinês reconheceu a fonte do afluente fica em geleira no oeste da Serra Dangla na parte oriental do planalto tibetano. No entanto, a origem geográfica encontra-se em zonas úmidas, a 5170 metros acima do nível do mar. Esses afluentes se juntam e, em seguida, o rio vai para o leste através de Chingai, transformando o sul em um vale profundo. No decorrer deste vale, a elevação do rio cai de 5 000 metros para menos de mil metros. As cabeceiras do Yangtze estão situados a uma altitude de cerca de 4 900 metros (16 100 pés). Em sua descida ao nível do mar, o rio fica a uma altitude de 305 metros (1 001 pés) em Yibin, na província de Sujuão. Entre Xunquim e Yichang, a altitude é de 40 metros (130 pés) a uma distância de cerca de 320 quilômetros das Gargantas de Yangtze, conhecidas por sua beleza natural.

### Maiores cidades
- Panzhihua
- Yibin
- Luzhou
- Xunquim
- Yichang
- Jingzhou
- Shashi
- Shishou
- Yueyang
- Xianning
- Uane
- Ezhou
- Huangshi
- Huanggang
- Chaohu
- Chizhou
- Jiujiang
- Anqing
- Tongling
- Wuhu
- Hefei
- Chuzhou
- Maanshan
- Taizhou
- Yangzhou
- Zhenjiang
- Nanquim
- Jiangyin
- Nantong
- Xangai
- Fengdu

## Vida selvagem
O Yangtze é o lar de pelo menos três espécies criticamente ameaçadas de extinção: o jacaré-chinês, o boto-do-índico e o golfinho-do-yangtze. Este é o único lugar (além dos Estados Unidos) em que é nativo um jacaré da espécie paddlefish. O boto-do-índico tinha mil exemplares em 2010. Isto é devido ao uso comercial do rio, juntamente com o turismo e a poluição. Em dezembro de 2006, o baiji (golfinho do rio chinês) foi declarado extinto após uma extensa pesquisa sobre o rio, que não revelou sinais de nenhum animal da espécie; porém, logo depois foi avistado um exemplar.